# Raging waves
「raging waves」（レイジング ウェーブス）は、林原めぐみの19枚目のシングル。1998年7月3日にスターチャイルドから発売された（KIDA-163）。

## 概要
- 林原めぐみのシングルとしては、通算8度目となる『スレイヤーズ』シリーズとのタイアップ・シングル。
- 表題曲の「raging waves」とは「激しい波」の意で、これは『スレイヤーズ』で林原自身が演じるリナ＝インバースの「感情や人生の起伏」、つまりは「リナの生き様そのもの」を表現しているという（『速報!歌の大辞テン』での林原のコメントより）。
- シングルチャートでは初登場8位、登場回数8回。

## 収録曲
1. raging waves [5:01]
作詞：MEGUMI、作曲：佐藤英敏、編曲：添田啓二
  - 東映配給の劇場アニメ『スレイヤーズごぅじゃす』主題歌
2. I & Myself [4:33]
作詞：有森聡美、作曲：HARRY KARKLAND、編曲：五島翔
  - プレイステーションおよびセガサターンのゲームソフト『スレイヤーズろいやる2』テーマソング
3. raging waves（off vocal version） [5:03]
4. I & Myself（off vocal version） [4:30]

## 収録アルバム
| 曲名         | 収録アルバム                                       | 発売日        | 規格品番          | 備考                                     |
| ------------ | -------------------------------------------------- | ------------- | ----------------- | ---------------------------------------- |
| raging waves | 『スレイヤーズごうじゃす THE MOTION PICTURE "Go"』 | 1998年10月9日 | KICA-415          | オリジナルとTURQUOISE MIXが収録。        |
| raging waves | 『VINTAGE S』                                      | 2000年4月26日 | KICS-790          |                                          |
| raging waves | 『スレイヤーズMEGUMIX』                            | 2008年6月25日 | KICA-916〜918     |                                          |
| raging waves | 『VINTAGE White』                                  | 2011年6月11日 | KICS-91670〜91671 |                                          |
| raging waves | 『スレイヤーズMEGUMIXXX』                          | 2020年3月25日 | KICA-2573〜2575   |                                          |
| raging waves | 『VINTAGE DENIM』                                  | 2021年3月30日 | KICS-3980〜3982   |                                          |
| I & Myself   | 『スレイヤーズごうじゃす THE MOTION PICTURE "Go"』 | 1998年10月9日 | KICA-415          | オリジナルとINSTRUMENTAL VERSIONが収録。 |
| I & Myself   | 『スレイヤーズMEGUMIX』                            | 2008年6月25日 | KICA-916〜918     |                                          |
| I & Myself   | 『スレイヤーズMEGUMIXXX』                          | 2020年3月25日 | KICA-2573〜2575   |                                          |